# 巨業交通沙鹿站
巨業交通沙鹿站位於台中市沙鹿區，曾經是巨業交通總公司的所在地。於1974年啟用，2021年關閉並將原站體出租給全家便利商店。惟原站體位置仍保留公車站牌，但已失去公車總站功能，僅供乘客上下車。

## 服務路線

### 台中市公車
| 路線編碼 | 營運區間                            | 備註                                                        |
| 180      | 沙鹿－彰化                          | －                                                          |
| 305      | 大甲－鹿寮－臺中車站－鹿寮－大甲    | 單循環路線 行駛於公車專用道                                 |
| 306      | 清水－梧棲－臺中車站－梧棲－清水    | 單循環路線 行駛於公車專用道                                 |
| 353      | 巨業沙鹿站－天母櫻城                | －                                                          |
| 677      | 沙鹿－茄投尾－沙鹿 （沙鹿龍井環線） | 右環線先抵達「第一銀行(沙鹿分行)」 左環線先抵達「沙鹿市場」 |